# Sacerdote obrero
Sacerdote obrero, cura obrero o cura rojo hace referencia al sacerdote católico que se aproxima al movimiento obrero y vive como tal, realizando algún tipo de trabajo de cualquier cualificación.  Hay quien les considera como uno de los fenómenos precedentes de la teología de la Liberación.

## Historia
En las raíces del movimiento de los sacerdotes obreros, encontramos al fraile dominico Louis-Joseph Lebret, quien en los comienzos de los años 1940 habría de fundar en Marsella un centro de investigación de los problemas sociales. En el futuro, su interés por la profundidad y las razones de los problemas sociales, políticos y económicos lo llevó a viajar y trabajar por países de Latinoamérica, Asia y África.
En 1941, Louis-Joseph Lebret junto al sacerdote Jacques Loew empiezan a trabajar en los muelles de Marsella junto a los obreros, mientras que, por otro lado, el cardenal Emmanuel Suhard funda los centros de formación sacerdotal la Misión de Francia en Lisieux en 1941, y la Misión de París en la capital francesa, en 1944, con el fin de concientizarlos en trabajar en los ambientes sociales y culturales más alejados de las parroquias.
Aunque variaban en su accionar, todas se centraban en la idea de vivir y estar como y con los obreros, sin la protección clerical, trabajando a tiempo completo, participando en los sindicatos y mítines, y formándose como voceros en la defensa de los derechos laborales.
Entre los curas obreros franceses destacó el Abate Pierre que, luego de participar de la Resistencia francesa durante la Segunda Guerra Mundial, fundó, en 1947, el movimiento Emaús, una organización en favor de los indigentes. La congregación de los Hermanitos de Jesús, fundada por el sacerdote francés René Voillaume en 1933 y con sede en Argelia, decidieron en 1951 vivir igual que los obreros, para atender y entender sus preocupaciones.
Sin embargo, el 1 de marzo de 1954 el papa Pío XII decretó la prohibición del sacerdocio obrero, con la consiguiente disminución de tres horas de trabajo diario y de renunciar a sus labores gremiales, situación que perduró hasta el 7 de diciembre de 1965, cuando, tras el Concilio Vaticano II, el papa Juan XXIII les levantó el veto. Algunos de esos sacerdotes censurados como Francisco Huidobro se dirigieron a la Argentina, donde con sacerdotes de ese país como Jerónimo Podestá, Arturo Paoli y José María De Paola desarrollaron una amplia corriente de «curas obreros» y «curas villeros». 
En Argentina los curas obreros y los curas villeros (debido a su actuación en las «villas miseria») , que influirían en la segunda mitad de la década de 1960 en la creación del Movimiento de Sacerdotes para el Tercer Mundo en 1967 y la Teología de la liberación, en su vertiente de Teología del pueblo, a partir de 1969. Varios curas villeros fueron asesinados en el marco de la represión política, como el padre Carlos Mugica en 1974 o el padre Francisco Soares en 1976. El padre Jorge Bergoglio, más adelante elegido Papa con el nombre de Francisco, adhirió a la corriente de curas villeros y fue reconocido como el Papa de los villeros.
Posteriormente, el papa Pablo VI volverá a autorizar la experiencia y en 1964 se extendió a España. En España los primeros curas obreros surgieron en el foco industrial vizcaíno, importante a nivel nacional y cercano a la frontera con Francia, país de donde procedía este nuevo fenómeno. El primero fue el sacerdote David Armentía, jesuita que trabajaba en la fábrica Laminaciones de Bandas, con la oposición de la jerarquía eclesial del momento. El sacerdote secular Pedro Solabarría obtuvo permiso para trabajar a jornada completa.
Muchos de estos curas obreros españoles participaban en las actividades sindicales desarrolladas en oposición al régimen franquista. Figuras clave fueron el palentino Julio Pérez Pinillos, Francisco García Salve, Diamantino García Acosta, miembro fundador del Sindicato de Obreros del Campo, germen del actual Sindicato Andaluz de Trabajadores, el Padre Llanos en El Pozo del Tío Raimundo, Enrique De Castro, primero en Vallecas y luego en Entrevías (Madrid) o Mariano Gamo, sacerdote encarcelado durante tres años en la cárcel concordataria de Zamora (España), cárcel franquista para religiosos. En España llegó a haber unos 800 curas obreros. En 2010 un breve documental de TVE los estimaba unos 150, la mayoría jubilados, y algunos alejados del ministerio y casados.
En Chile, durante la Dictadura de Augusto Pinochet, muchos sacerdotes obreros, e incluso obispos como el cardenal Raúl Silva Henríquez, fueron considerados curas «rojos» o comunistas, por oponerse a la dictadura militar. Antes de la dictadura se dio el caso de San Alberto Hurtado, quien hizo una breve experiencia con los curas obreros de Francia. Dejó esa experiencia por obediencia a sus superiores y retornó a Chile, donde sin ser propiamente un cura obrero, sí se preocupó de los derechos de los trabajadores y de la dignidad y calidad de vida de las personas, especialmente los más pobres. Fundó el Hogar de Cristo, la ASICH (Asociación Sindical y Económica Chilena) y la Revista "Mensaje". El padre Hurtado fue beatificado por el papa Juan Pablo II el 16 de octubre de 1994.
También se vieron rasgos de este carisma en los primeros años del ministerio episcopal del Cardenal José María Caro.[cita requerida]